# Tipula (Pterelachisus) angulata cherokeana
Tipula (Pterelachisus) angulata cherokeana is een ondersoort van de tweevleugelige Tipula (Pterelachisus) angulata uit de familie langpootmuggen (Tipulidae). De ondersoort komt voor in het Nearctisch gebied.